# Fragility Index
Der Fragility Index ist ein statistisches Maß, das v. a. in der medizinischen Literatur zur Beurteilung von Studienergebnissen verwandt wird. Er bezeichnet die minimale Anzahl von Patienten, deren Status von einem Nicht-Ereignis zu einem Ereignis wechseln müsste, um ein statistisch signifikantes Ergebnis der Studie in ein nicht-signifikantes Ergebnis umzuwandeln. Je kleiner der Fragility Index, desto fragiler ist das Ergebnis der Studie.

## Herleitung
Das Ergebnis von wissenschaftlichen Studien wird als statistisch signifikant bezeichnet, wenn die errechnete Irrtumswahrscheinlichkeit für einen Fehler 1. Art (Annahme eines Zusammenhangs, der nicht wirklich existiert) unter der willkürlich gewählten, aber allgemein akzeptierten Grenze von 5 % liegt. Studienergebnisse, die diesen Signifikanzkriterien genügen, können leichter und in höherrangigen Journalen veröffentlicht werden (Publikationsbias).
Die alleinige Betrachtung des Signifikanzniveaus für die Beurteilung von Studienergebnissen wird zunehmend problematisch gesehen (siehe auch Probleme bei der Interpretation der statistischen Signifikanz). Der Fragility Index beschreibt dabei, wie sehr die Zuschreibung einer statistischen Signifikanz zufälligen Einflüssen unterworfen ist. Er gibt die Zahl der Patienten oder Probanden an, deren Ergebnis sich ändern müsste, um die statistische Bewertung der Studie zu verändern. Der Fragility Index bezieht sich dabei nur auf Studien, die dichotomes Ergebnis (verstorben/überlebend, geheilt/nicht geheilt) untersuchen.

## Bedeutung
In einer Untersuchung von 56 intensivmedizinischen Studien, die ein signifikantes Ergebnis in Bezug auf die Mortalität hatten, wurde ein medianer Fragilitäts-Index von 2 errechnet, in 40 % der Studien lag er bei 0 oder 1. D.h. bei mindestens der Hälfte der untersuchten Studien hätte es ausgereicht, dass 2 Patienten ein anderes Outcome gehabt hätten und das Resultat der Studie wäre nicht mehr als signifikant angesehen worden. In 12,5 % der untersuchten Studien war der Fragility Index kleiner als die Zahl der Patienten, für die keine Nachuntersuchungsdaten zur Verfügung standen (Lost to follow-up). Es ist also durchaus möglich, dass eine vollständigere Datenerhebung das signifikante Ergebnis zunichtegemacht hätte.
Dieses Problem der Fragilität wird v. a. bei intensivmedizinischer Literatur diskutiert. Das wird u. a. darauf zurückgeführt, dass die Patientenzahlen in diesen Studien naturgemäß klein sind. Aber auch in anderen Bereichen der Medizin wurde dieses Problem der Fragilität von Studienergebnissen beschrieben.